# Martinus Rørbye
Martinus Christian Wesseltoft Rørbye (født 17. maj 1803 Drammen i Norge, død 29. august 1848 København) var en dansk guldalderkunstmaler, kendt for sine landskaber og arkitekturmalerier.
Da Norge gik tabt for Danmark i 1814, flyttede Rørbyes familie tilbage til Danmark. Han begyndte i 1819 på Kunstakademiet som elev af C.A. Lorentzen og fik privattimer hos C.W. Eckersberg.
Rørbye var en af de første malere, der udnyttede det enestående klare lys på Skagen, i maleriet "Strandscene på gamle Skagen med et optrækkende uvejr" fra 1834. Skagen blev et halvt århundrede senere verdenskendt gennem Skagensmalerne, Anna Ancher, Michael Ancher og P.S. Krøyer.

## Utålelige sager
Da faderen, som kort før sønnens fødsel var bleven embedsmand i Norge, ikke ønskede at knytte sig til Norge, vendte han tilbage til sit fædreland i sønnens 12. år, og denne blev således opdraget på dansk og som dansk. Faderen ønskede, at han skulle studere, men da han ikke havde lyst dertil, kom han 17 år gammel på Kunstakademiet og blev elev hos C.W. Eckersberg. Akademiet gik han jævnt, men ikke særlig hurtig igennem, vandt 1824 den mindre, 1828 den store sølvmedalje, konkurrerede til guldmedaljen og vandt en pengepræmie. Det var dog først, da han tredje gang konkurrerede, at han vandt den mindre guldmedalje for Jesus helbreder de syge (1829), og trods gentagne forsøg lykkedes det ham ikke at vinde den store. Det var ikke den tekniske dygtighed, det skortede på, thi han havde tilegnet sig hele den eckersbergske skoles dygtighed i tegning, om end med skolens skarphed i omridsene og flade modellering, der stod i modsætning til det virkelig maleriske blik, han havde for farvernes sammenstilling og symfoniske virkning. Men hans måske noget tørre virkelighedssans strakte ikke til, når han skulle sammensætte et historiemaleri og give sammenspillet mellem personerne dramatisk udtryk. Høyen fandt "hans historiske Sager altid utaalelige", og selv i hans senere genrebilleder var det mere den portrætagtige, omhyggelige udførelse og den heldige farvevirkning end det sjælelige liv, der gav hans billeder interesse. Imidlertid havde han begyndt at udstille allerede 1824, portrætter, enkelte motiver fra Walter Scott og Ossian og, med større held, arkitektoniske studier: Figursalen paa Charlottenborg, Børstrappen, Toldboden, Marked i Viborg, Arrestbygningen ved råd- og domhuset (1831) med flere med sirlig udførte figurer, grebne ud af det daglige liv, men i almindelighed kun virkende som malerisk staffage, hvor meget end den øvede figurmaler var kendelig i udførelsen; kun undtagelsesvis kunde en figur have et sådant præg af personligt liv, at man ret kunde glæde sig over den. Men helheden i den maleriske virkning, som, trods den udførlige fordybelse i enkelthederne, var fortrinlig holdt, gjorde dog disse mindre billeder til kunstværker, der vakte opmærksomhed og let fandt købere til datidens mere end beskedne priser, 50-70 rigsdaler for et billede, som det måske havde taget måneder at udføre. Blandt hans portrætter var den næsten som genrebillede behandlede gengivelse af den gamle maler professor Lorentzen i hel figur, siddende foran staffeliet i sin malerstue, et både fra formens og farvens side vellykket billede, om end af lille omfang.

## Udenlandsrejse
Rørbyes ønske om at komme udenlands (1833) vandt hurtig anklang i Akademiet, der varmt anbefalede ham for hans talent som portrætmaler, og 1834 fik han rejseunderstøttelse af fonden ad usus publicos og afrejste til Italien. Her mødtes han med arkitekten Bindesbøll og rejste året efter med ham til Tyrkiet og Grækenland, en rejse, som den gang hørte til sjældenhederne. Hans fortrinlige studier fra disse egne vakte derfor megen opmærksomhed i Akademiet, og de billeder, som han i de følgende år udførte efter dem, tiltalte publikum ikke alene ved udførelsen, men også ved det fremmedartede præg, der ligesom hensatte beskueren i en sol- og farverig eventyrverden. Da han i 1837 var kommet hjem, blev han på de nys nævnte studier enstemmig agreeret og fik til opgave for at blive medlem at male et optrin af det tyrkiske folkeliv. Han tog sit motiv fra en studie af Karavanebroen i nærheden af Smyrna og blev 1838 enstemmig optaget som medlem. Forinden var ved forårsudstillingen samme år. Udstillingsmedaljen blev ham tilkendt, den første gang, denne medalje blev uddelt, for et i rig farveharmoni udført billede: En tyrkisk notar, som afslutter en ægtepagt (tidligere A.W. Moltkes malerisamling, solgt på Christie's i London i 2000).

## Sygdom og død
Hans helbred var ikke godt, og efter at han 29. august 1839 havde ægtet Rose Frederikke Schiøtt (1810 – 1859), rejste han om efteråret atter til syden i håb om, at et ophold i Italien skulle styrke hans helbred. Trods al sygelighed malede han under dette ophold i Italien et af sine livfuldeste billeder: Torvet i Amalfi (udstillet 1842). Efter hjemkomsten i 1841 udførte han på grundlag af ældre og nyere studier 2 så forskellige, men i sund opfattelse lige værdifulde billeder som 0sterlændere uden for et tyrkisk Kaffehus (udstillet 1845) og Skagboere ved Stranden (udstillet 1848), der begge tilhører SMK. Et af de billeder, hvori hans sans for fin og sanddru farvevirkning træder mest levende frem, er Kapellet i Klosteret St. Benedetto i Subiaco (1843), der ligeledes findes på Statens Museum for Kunst. I 1844 blev han professor ved Akademiets Modelskole og så en mere tryg fremtid i møde, men en underlivssygdom, der fra ungdomsårene havde tæret på hans kræfter, fik forholdsvis pludselig karakter af en kræftsygdom i maven. Efter et kort sygeleje afgik han ved døden 1848, efterladende sin unge hustru som enke med flere små børn.
Hans gravsten står på Holmens Kirkegård.

## Galleri
- Martinus Rørbye: Udsigt fra kunstnerens vindue, ca. 1825, Statens Museum for Kunst
- Martinus Rørbye: Nørrevold mod Bellahøj, ca. 1830, Øregård Museum
- Martinus Rørbye: Arrestbygningen ved råd- og domhuset, 1831, Statens Museum for Kunst
- Martinus Rørbye: Udsigt fra Parthenon på Akropolis, 1831, Statens Museum for Kunst
- Martinus Rørbye: Stavkirken Borgund, 1833, Ny Carlsberg Glyptotek
- Martinus Rørbye: Indgangen til præstegården ved Hillested, 1844, Los Angeles County Museum of Art
- Martinus Rørbye: Stranden ved Skagen Vesterby, 1847, Nivaagaards Malerisamling
- Martinus Rørbye: Mænd af Skagen en sommeraften i godt vejr, 1848, Statens Museum for Kunst
- Martinus Rørbye: Et stort skib under kalfatring ved Frederikshavn fra 1847, Louvre[2]. Den angivne titel er ikke korrekt, da "Ann af Sunderland" på billedet strandede på Grenen 27. november 1846 og derefter blev bugseret væk og ophugget.[3]